# ما گه
ما گه (انگلیسی: Ma Ge؛ زادهٔ ۸ ژوئیهٔ ۱۹۶۹) تیرانداز زن اهل چین بود. وی در بازی‌های المپیک تابستانی ۱۹۹۶ حضور داشته‌است.